# Де ла Торре, Хавьер
Хавьер «Чамако» де ла Торре Хименес, (исп. Javier de la Torre Jiménez; 19 декабря 1923 — 26 ноября 2006) — мексиканский футбольный тренер и футболист.

## Биография

### Карьера футболиста
Хавьер занимался в академии «Гвадалахары» с восьми лет. В команде он дебютировал 5 декабря 1943 года, выйдя на замену в матче с «Атласом» (7:3). В этом матче Чамако вышел на замену и забил сопернику седьмой гол. Хавьер всю карьеру провёл в стане «Гвадалахары», его большой талант и высокая скорость делали его одним из сильнейших правых полузащитников Мексики, и многие люди считают Чамако таковым. В 1956 году он завершил карьеру игрока.

### Тренерская карьера
Через несколько недель после окончания карьеры Хавьер был назначен исполняющим обязанности главного тренера «Гвадалахары». Он успешно руководил командой, но за десять туров до финиша в клуб был приглашён уругвайский специалист Дональдо Росс, который и привёл «Гвадалахару» к первому в истории чемпионству. Но уже в 1961 году Хавьера назначили главным тренером на постоянной основе. Он создал боеспособный коллектив, который прозвали «Великой командой». За время руководства клубом он собрал двенадцать трофеев, включая пять побед в чемпионате и один Кубок чемпионов КОНКАКАФ. В 1963 году Чамако готовил сборную Мексики к Золотому Кубку КОНКАКАФ, а в период с 1970 по 1973 годы Хавьер руководил командой в квалификационном раунде Чемпионата Мира-1974, но его ждал полный провал и смещение с поста главного тренера сборной. Затем он покинул «Гвадалахару» и в течение четырёх лет тренировал менее серьёзные клубы. С 1977 года и до самой смерти Чамако был консультантом «Гвадалахары».

## Личная жизнь
Чамако — отец бывшего тренера и форварда «Гвадалахары» Эдуардо де ла Торре и дядя известного полузащитника и тренера, ныне рулевого сборной Мексики Хосе Мануэля де ла Торре.

## Смерть
Хавьер де ла Торре скончался после тяжёлой болезни 26 ноября 2006 года. Его похоронили в ставшем для Чамако родным городе Гвадалахара.

## Достижения

#### Как игрок
- Победитель Copa de Oro de Occidente (3): 1954, 1955, 1956

#### Как главный тренер
- Чемпион Мексики (5): 1961, 1962, 1964, 1965, 1970
- Обладатель Кубка Мексики (2): 1963, 1970
- Обладатель трофея Чемпион чемпионов Мексики (4): 1961, 1964, 1965, 1970
- Обладатель Кубка чемпионов КОНКАКАФ (1): 1962